# Vladimir Ivanovitch Chtcherbakov
 Vladimir Ivanovitch Chtcherbakov (en russe : Владимир Иванович Щербаков), né le 27 juillet 1901  dans l'Empire russe et décédé le 4 novembre 1981 en URSS, est un militaire soviétique, Lieutenant-général et homme politique.

## Biographie
En 1919, il rejoint les rangs de l'Armée rouge. Durant la Guerre civile russe, il fait partie d'un régiment d'infanterie. Il participe à la Guerre soviéto-polonaise. En 1929, il est diplômé d'une école d'officier d'infanterie. En 1930, il enseigne la tactique militaire à Leningrad pour les commandants de réserve.
En 1939, il commande la 104e division d'infanterie dans le district militaire de Léningrad et participe à la guerre d'Hiver de 1939 à 1940 notamment à la bataille de Petsamo (1939). 
Durant la Seconde Guerre mondiale, il est promu major général le 4 juin 1940 et, lieutenant général le 28 mars 1943. Du 1er septembre 1941 au 24 septembre 1941, il est membre de la 8e armée (Union soviétique). Du 28 mars 1942 au 9 juillet 1945, il commande une division au sein de la 14e armée (Union soviétique).
De 1947 à 1949, il est commandant militaire du district militaire de Arkhangelsk. De 1949 à 1953, il est commandant militaire du District militaire de Gorki. De 1953 à 1957, il est député du district militaire de Voronej.

## Décorations
- Ordre de Lénine
- Ordre du Drapeau rouge
- Ordre de Souvorov 1 degré
- Ordre de l'Étoile rouge
- Ordre de Saint-Olaf